# I liga polska w hokeju na lodzie (1978/1979)
24. sezon Ekstraligi polskiej w hokeju na lodzie rozegrany na przełomie 1965 i 1966 roku jako 43. sezon rozgrywek o Mistrzostwo Polski w hokeju na lodzie. 
W porównaniu do poprzednich edycji ekstraklasy, liczba uczestników została zmniejszona z 10 do 8. Sezon rozpoczęto 24 września 1978. Cztery najlepsze zespoły rundy zasadniczej awansowały do rundy finałowej. Mistrzem Polski został zespół Podhala Nowy Targ i był to 11. tytuł mistrzowski w historii klubu i 9. z rzędu. W rozgrywkach za zwycięstwo klub otrzymywał dwa punkty, a za remis jeden punkt.
Nagrodę „Złoty Kija” za sezon otrzymał Walenty Ziętara (Podhale Nowy Targ).

## Tabela
| Lp. | Zespół              | M  | Pkt | W  | R | P  | G + | G - | +/- |
| --- | ------------------- | -- | --- | -- | - | -- | --- | --- | --- |
| 1   | Zagłębie Sosnowiec  | 28 | 45  | 21 | 3 | 4  | 153 | 79  | +74 |
| 2   | Podhale Nowy Targ   | 28 | 40  | 19 | 2 | 7  | 137 | 77  | +60 |
| 3   | ŁKS Łódź            | 28 | 37  | 17 | 3 | 8  | 131 | 88  | +43 |
| 4   | Naprzód Janów       | 28 | 35  | 15 | 5 | 8  | 123 | 82  | +41 |
| 5   | Baildon Katowice    | 28 | 25  | 11 | 3 | 14 | 98  | 120 | -22 |
| 6   | GKS Katowice        | 28 | 18  | 6  | 6 | 12 | 77  | 113 | -36 |
| 7   | Stoczniowiec Gdańsk | 28 | 12  | 4  | 4 | 20 | 81  | 161 | -80 |
| 8   | Legia Warszawa      | 28 | 12  | 4  | 4 | 20 | 68  | 148 | -80 |

      = Awans do rundy finałowej

## Runda finałowa

### Tabela
| Lp. | Zespół             | M  | Pkt | W  | R | P  | G + | G - | +/- |
| --- | ------------------ | -- | --- | -- | - | -- | --- | --- | --- |
| 1   | Podhale Nowy Targ  | 40 | 58  | 27 | 4 | 9  | 189 | 109 | +80 |
| 2   | Zagłębie Sosnowiec | 40 | 56  | 26 | 4 | 10 | 198 | 124 | +74 |
| 3   | ŁKS Łódź           | 40 | 47  | 21 | 5 | 14 | 168 | 133 | +35 |
| 4   | Naprzód Janów      | 40 | 44  | 18 | 8 | 14 | 159 | 130 | +29 |

      = Mistrz Polski

## Runda spadkowa

### Tabela
| Lp. | Zespół              | M  | Pkt | W  | R | P  | G + | G - | +/- |
| --- | ------------------- | -- | --- | -- | - | -- | --- | --- | --- |
| 5   | Baildon Katowice    | 40 | 42  | 19 | 4 | 17 | 153 | 161 | -8  |
| 6   | GKS Katowice        | 40 | 30  | 11 | 8 | 21 | 118 | 156 | -38 |
| 7   | Legia Warszawa      | 40 | 22  | 8  | 6 | 26 | 111 | 200 | -89 |
| 8   | Stoczniowiec Gdańsk | 40 | 21  | 7  | 7 | 26 | 114 | 197 | -83 |

      = spadek do II ligi
W decydującym spotkaniu Stoczniowiec zremisował z Legią 2:2 i zając ostatnie miejsce.